# Erik Pauelsen

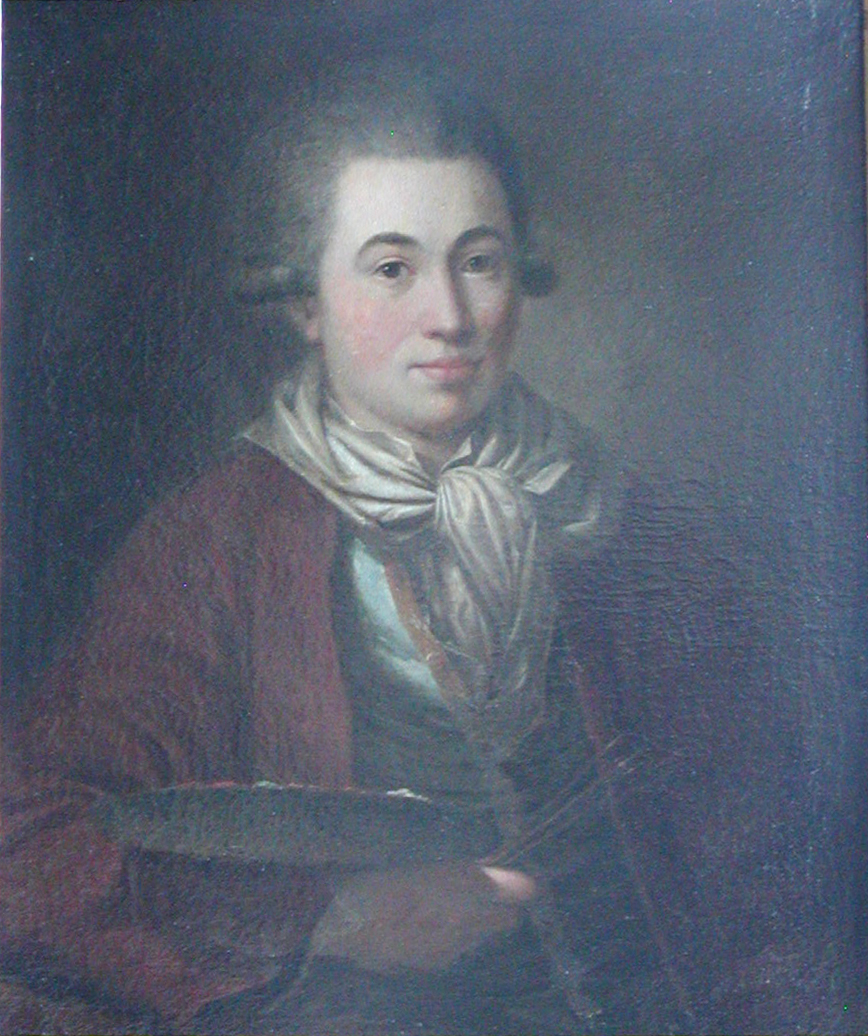
Självporträtt av Erik Pauelsen.

Erik Pauelsen, född 1749, död 20 februari 1790, var en dansk konstnär.
Pauelsen studerade 1780–1783 i Tyskland, Frankrike, Schweiz och Italien. Han verkade som porträtt- och historiemålare, och upptog bland annat fornnordiska och medeltida motiv. Hans mest betydande arbete är dock en serie norska landskap i olja och kopparstick, som utfördes på uppdrag av kronprins Fredrik.